# Jangada

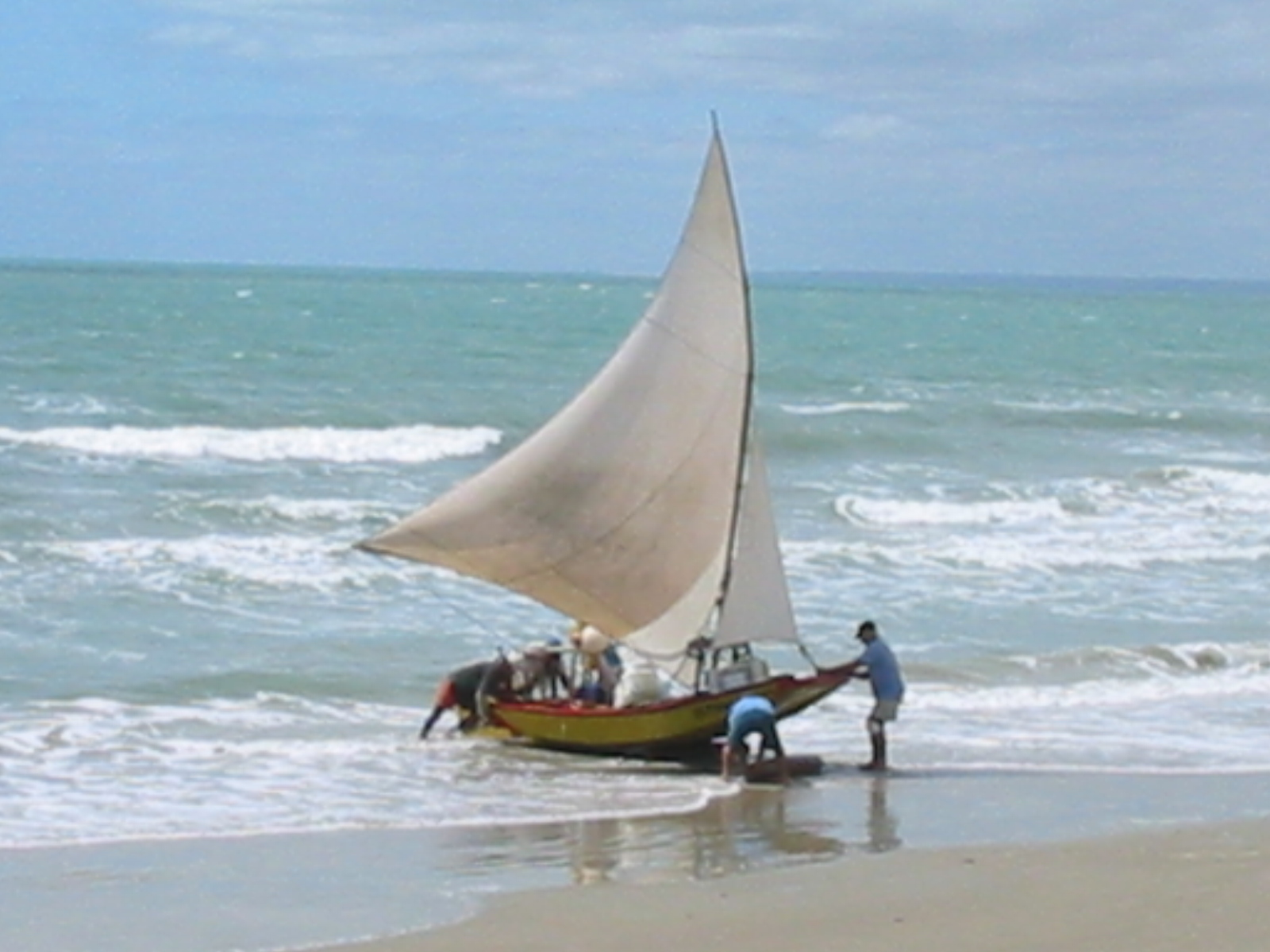
Jangada en una playa de la ciudad de Mossoró.

Se denomina jangada a una balsa usada en Brasil y Argentina, compuesta de cinco troncos de árbol, fuertemente reunidos.

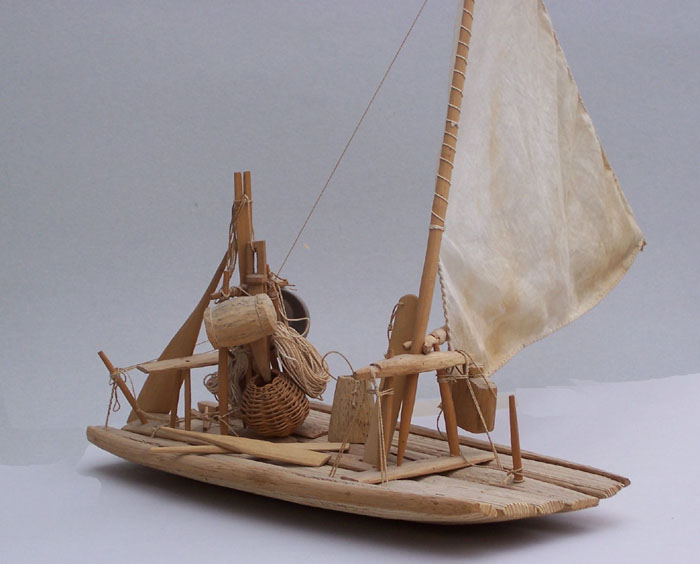
Modelo de jangada.

Su popa es cuadrada y su proa angular, siendo el más saliente el tronco de en medio. Lleva un palo y una vela. Se emplea sobre todo en los ríos, aunque las hay de pesca que salen al mar y tienen cerca de doce metros (cuarenta pies) de largo.